# Charles de Geer
Pour les articles homonymes, voir Geer.
Charles de Geer ou Carl de Geer (10 février 1720, Finspång - 20 mai 1778, Lövstabruk) est un biologiste et homme politique suédois.

## Biographie
De Geer, dont la famille avait des racines wallonnes, arrive à trois ans à Utrecht et où il fait ses premières études classiques. Il retourne en Suède notamment pour suivre les cours de Carl von Linné à l'université d'Uppsala. Bien que passionné par l'ensemble des sciences naturelles, il se spécialise dans l'étude des insectes et des arachnides.
Il hérite d'un oncle sans enfant d'un manoir et d'importantes forges situées à Leufsta (Lövstabruk) dans l'Uplandia, ce qui le rend fort riche.
Grand admirateur de Réaumur, il fait paraître ses Mémoires pour servir à l'histoire des insectes (de 1752-1778). Il y décrit les mœurs et l'anatomie d'un grand nombre d'espèces (plus de 1 500).
Il devient membre de l'Académie royale des sciences de Suède en 1739, à 19 ans. En 1748, il est fait correspondant de l'Académie des sciences de Paris. Il est fait commandeur de l'ordre de Wasa.
Il est enterré, avec son épouse dans la cathédrale d'Uppsala. Il lègue une importante collection d'histoire naturelle à l'Académie des sciences de Suède, elle est aujourd'hui conservée par le Muséum d'histoire naturelle de Stockholm. Il lègue également à la bibliothèque de Leufsta de nombreux livres et notamment des manuscrits d'Olof Rudbeck, dit le vieux, (1630-1702) ainsi qu'une importante collection de partitions de musique du XVIIIe siècle. Cette bibliothèque est achetée, en 1986, par la bibliothèque universitaire d'Uppsala grâce à une donation de Katarina Crafoord (une des filles d'Holger Crafoord (1908-1982), le fondateur de Gambro, société suédoise d'instruments médicaux).

## Publications
- Mémoires pour servir à l'histoire des insectes

## Distinctions
- Commandeur grand-croix de l'ordre de Vasa
- Chevalier de l'ordre royal de l'Étoile polaire